# Al Brightman
Horace Albert Brightman, detto Al (Eureka, 22 settembre 1923 – Portland, 10 giugno 1992), è stato un cestista e allenatore di pallacanestro statunitense, professionista nella BAA e nella ABA.